# Ijar

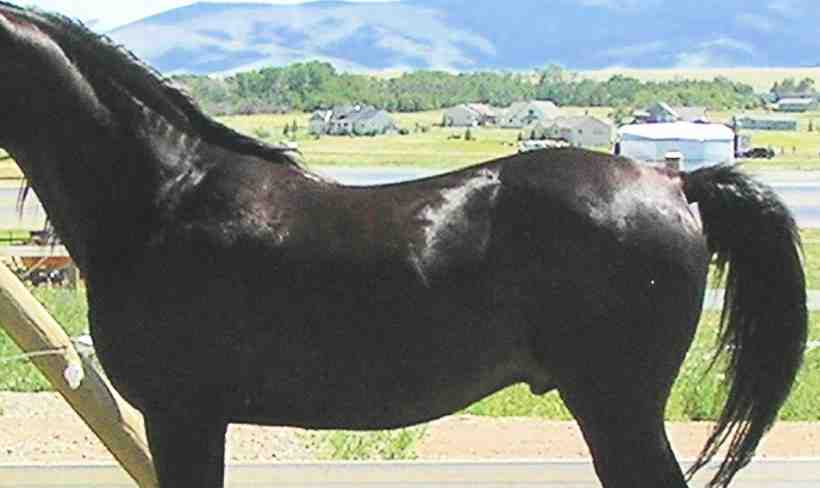
Ijares del caballo (entre las costillas y la grupa)

Se da el nombre de ijares o ijadas a las partes laterales del vientre, especialmente del caballo.
Limitados superiormente por la región lumbar, anteriormente por las costillas falsas y posteriormente por los huesos de la cadera. Se debe considerar en los ijares:
1. Su amplitud. Deben estar llenos y su superficie igual a la del vientre y costillas. Los caballos que los tienen muy hundidos, de modo que forman una cavidad más o menos profunda se llaman estrechos de ijares o trasijados y no son propios para realizar un gran trabajo porque por lo ordinario tienen las costillas planas, débiles los corvejones, son demasiado ardientes, jamás están muy gordos y adelgazan con facilidad.
2. Cuando el vientre tiene poca extensión, de modo que el ijar se dirige hacia arriba, se llama ijar arremangado.
3. Los movimientos no deben ser ni muy lentos ni muy acelerados, ni desiguales, porque cualquiera de estos defectos es signo de alguna enfermedad. El movimiento entrecortado de los ijares es signo de asma o huélfago.
4. La tirantez de los ijares es signo de enfermedades inflamatorias de las vísceras del pecho, y su contracción espasmódica, del tétano.